# Meira Kumar
Meira Kumar (Patna, 31 marzo 1945) è una politica indiana ed ex diplomatica.
Membro del Congresso Nazionale Indiano, è stata Ministro della Giustizia Sociale e dell'Empowerment dal 2004 al 2009, Ministro delle risorse idriche per un breve periodo nel 2009 e Presidente della 15ª Lok Sabha dal 2009 al 2014. Kumar è diventata la seconda donna ad essere candidata come Presidente dell'India da un importante blocco politico quando si è assicurata la nomina dell'Alleanza Progressista Unita nel 2017.
Prima di essere un membro della 15ª Lok Sabha, Kumar era stata eletta in precedenza nell'ottava, nell'undicesima, nella dodicesima e nella quattordicesima legislatura. Kumar è stata la candidata presidenziale congiunta dei principali partiti di opposizione per le elezioni presidenziali del 2017 e ha perso le elezioni in favore di Ram Nath Kovind, registrando però il record di aver ottenuto il maggior numero di voti di sempre da parte di un candidato perdente.

## Biografia
Meira Kumar è nata il 31 marzo 1945 nel distretto di Arrah (Bihar) nell'India britannica (l'attuale Bihar) da Jagjivan Ram, un leader dalit ed ex vice primo ministro, e Indrani Devi, una leader di spicco del movimento d'indipendenza indiano. Crescendo, Kumar ha condiviso uno stretto rapporto con sua madre, con la quale ha trascorso la maggior parte del suo tempo. Ha parlato dell'impatto che sua madre ha avuto su di lei, definendola la più grande influenza della sua infanzia.
Kumar ha frequentato la Welham Girls School di Dehradun e la scuola pubblica femminile Maharani Gayatri Devi di Jaipur. Ha studiato presso l'università Banasthali Vidyapith per un breve periodo. Ha completato il suo Master e il Bachelor of Law presso l'Indraprastha College e la Miranda House, all'Università di Delhi. Ha anche ricevuto un dottorato onorario dalla Banasthali Vidyapith nel 2010.
Kumar ha lavorato come assistente sociale durante la sua giovinezza, partecipando attivamente a movimenti a sostegno delle riforme sociali, dei diritti umani e delle idee democratiche. È stata nominata presidente del Comitato nazionale di soccorso contro la siccità costituito dal Congresso durante la carestia del 1967 nella regione del Bihar. In qualità di capo della commissione, Kumar ha lanciato un programma di adozione familiare in base al quale le famiglie colpite dalla siccità hanno ricevuto sostegno da famiglie di volontariato.

### Carriera

#### Diplomazia
Kumar è entrata a far parte del Servizio Estero indiano (Indian Foreign Service) nel 1973 ed è stata ambasciatrice presso l'Ambasciata dell'India a Madrid, posizione che ha ricoperto dal 1976 al 1977. Durante la sua permanenza a Madrid, Kumar si è diplomata in spagnolo. In seguito, Kumar è stato nominata come Alto Commissario dell'India nel Regno Unito nel 1977. È stata di stanza presso la India House (Londra) per due anni fino alla fine del suo mandato nel 1979. Dopo aver lavorato come ambasciatrice per poco più di un decennio, Kumar ha lasciato i servizi esteri indiani nel 1985 e ha deciso di entrare in politica, dopo essere stata incoraggiata da suo padre e dall'allora primo ministro indiano, Rajiv Gandhi.

#### Politica
Kumar è entrata in politica nel 1985, quando ha ricevuto la nomina del Congresso Nazionale Indiano per la Lok Sabha dal collegio elettorale di Bijnor nell'Uttar Pradesh. Ha sconfitto, come nuova arrivata, due leader dalit veterani tra cui Ram Vilas Paswan del Janata Dal e Mayawati del partito Bahujan Samajwadi. Dopo la sua elezione alla Lok Sabha, Kumar è stata nominata membro del Comitato consultivo del Ministero degli esteri nel 1986.
Kumar ha continuato a vincere le elezioni per l'8ª nella circoscrizione di Bijnor, e per l'11ª e il 12ª Lok Sabha nel collegio di Karol Bagh a Delhi. Ha perso il suo seggio a favore del candidato del partito Bhartiya Janata nelle elezioni del 1996, ma nel 2004 e 2009 è stata rieletta con una maggioranza significativa dal collegio elettorale di Sasaram (Bihar), già stato di suo padre. Nelle elezioni generali del 2014, Kumar ha sfidato e perso contro Chhedi Paswan di Sasaram con un margine di 63191 voti.

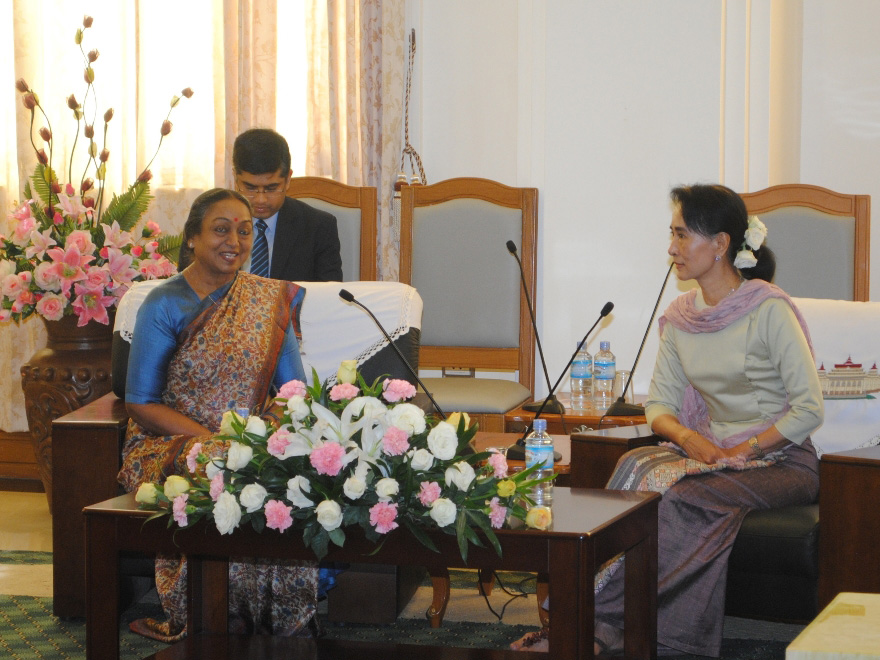
Kumar incontra la leader birmana Aung Suu Kyi nel 2013.

Dopo la vittoria del Partito del Congresso alle elezioni generali del 2004, Kumar ha servito nel governo della Alleanza Progressista Unita come Ministro della giustizia e del potere sociale dal 2004 al 2009, sotto la presidenza di Manmohan Singh.
Nel 2009, l'APU è tornata al potere dopo un esito migliore durante le elezioni generali e il 22 maggio 2009 Kumar è stata, brevemente, nominata membro del gabinetto come Ministro delle risorse idriche.
Tuttavia, è stata successivamente candidata per la carica di Presidente della Lok Sabha e ha presentato le sue dimissioni tre giorni dopo aver assunto l'ufficio ministeriale. Kumar è stata la prima donna in assoluto ad essere eletta come  speaker della Lok Sabha ed è rimasta in carica dal 2009 al 2014.

##### Elezioni presidenziali del 2017
Kumar si è assicurata la candidatura della Alleanza Progressista Unita per le elezioni presidenziali indiane del 2017, diventando la terza donna ad essere candidata da un importante blocco politico come presidente dell'India, dopo Pratibha Patil. Sebbene abbia ricevuto il sostegno della maggior parte dei principali partiti di opposizione per la sua elezione alla carica, ha perso contro il candidato dell'Alleanza Democratica Nazionale Ram Nath Kovind.
Il totale di 367314 voti di Kumar rimane il numero più alto di tutti i candidati perdenti nella storia delle elezioni presidenziali in India.